# Ibá de Oxaguiã

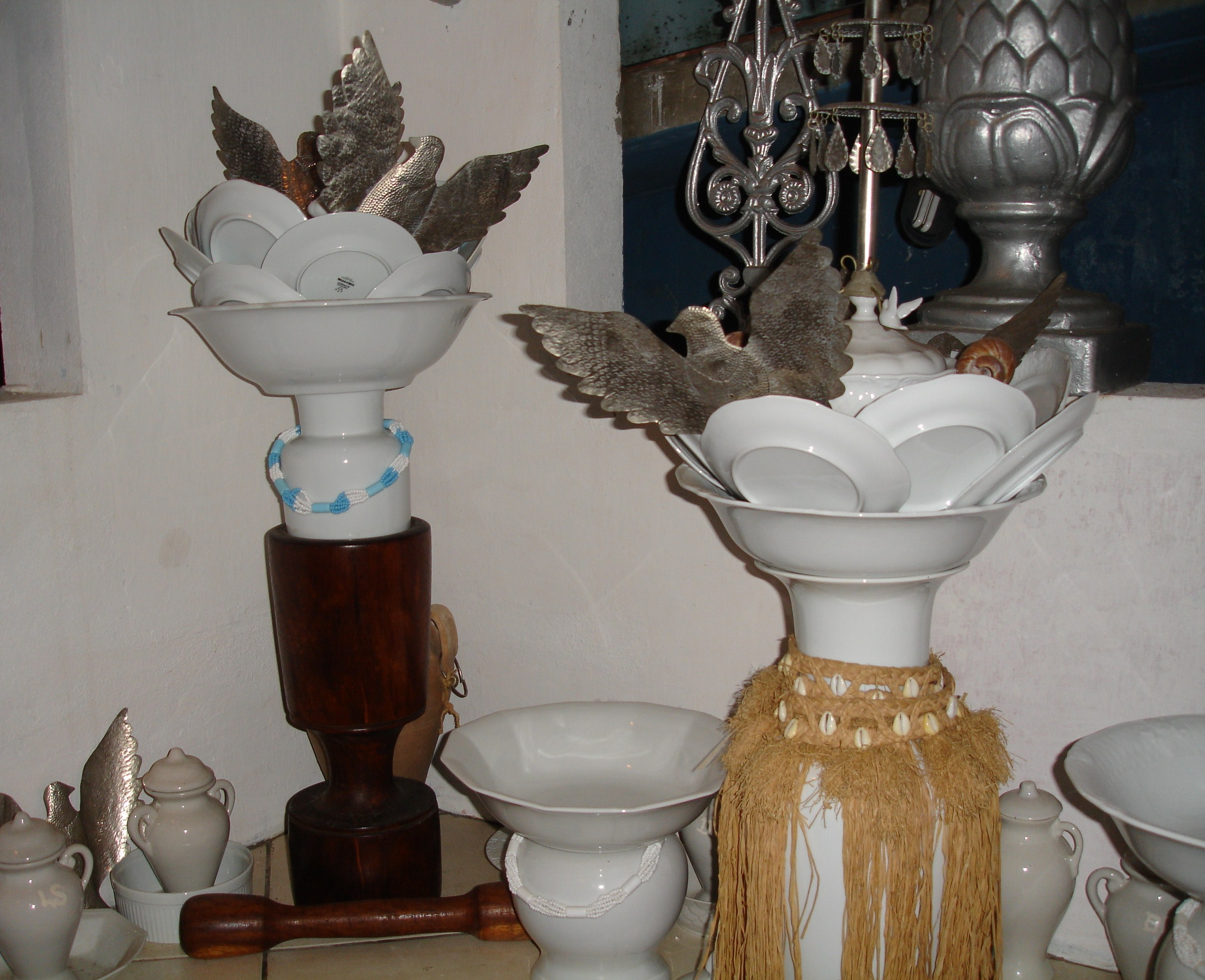
Assentamentos de Oxaguiã e Oxalufã. No candomblé do Ilê Axé Ijino Ilu Oróssi

Ibá de Oxaguiã (em iorubá: igba òṣà ògìnyán) ou assentamento de Oxaguiã como é chamado popularmente pelo povo de santo, são construídos com materiais de porcelana ou louça na cor branca, bem parecido com o ibá de Oxalufã, diferenciando-se por determinados apetrechos. Geralmente com um agadá "espada", escudo, mão de pilão e pombos, todos construídos de prata, chumbo ou estanho preso na tampa que cobre uma terrina onde são guardados os objetos mais valiosos deste orixá.

## Confecção
Dentro de uma terrina de porcelana ou louça branca são dispostos vários apetrechos, são encontrados uma média de oito (8) ou dezesseis (16): búzios, pequenas bolas de chumbo, obis, moedas de prata, confirmando sua ligação com os odus Ejionilê, e o sagrado apetrecho mais importante de todos os orixás, o otá, tudo isso conservado com manteiga de carité chamado de ori ou limo da costa, azeite doce e mel de abelha.
A terrina é colocada no centro de uma bacia, também de porcelana, sobre dois (2) pratos que servirá de apoio e mais oito devidamente equilibrados simbolizando os pontos cardeais e pontos colaterais, ornados com cascos de Ibim utilizados nos sacrifícios e objetos de marfim, colocada cuidadosamente sobre um pilão.